# Escritorio de San Millán

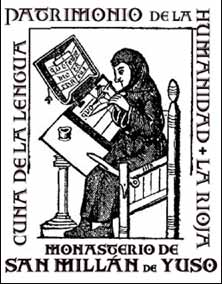
Scriptorium Yuso.

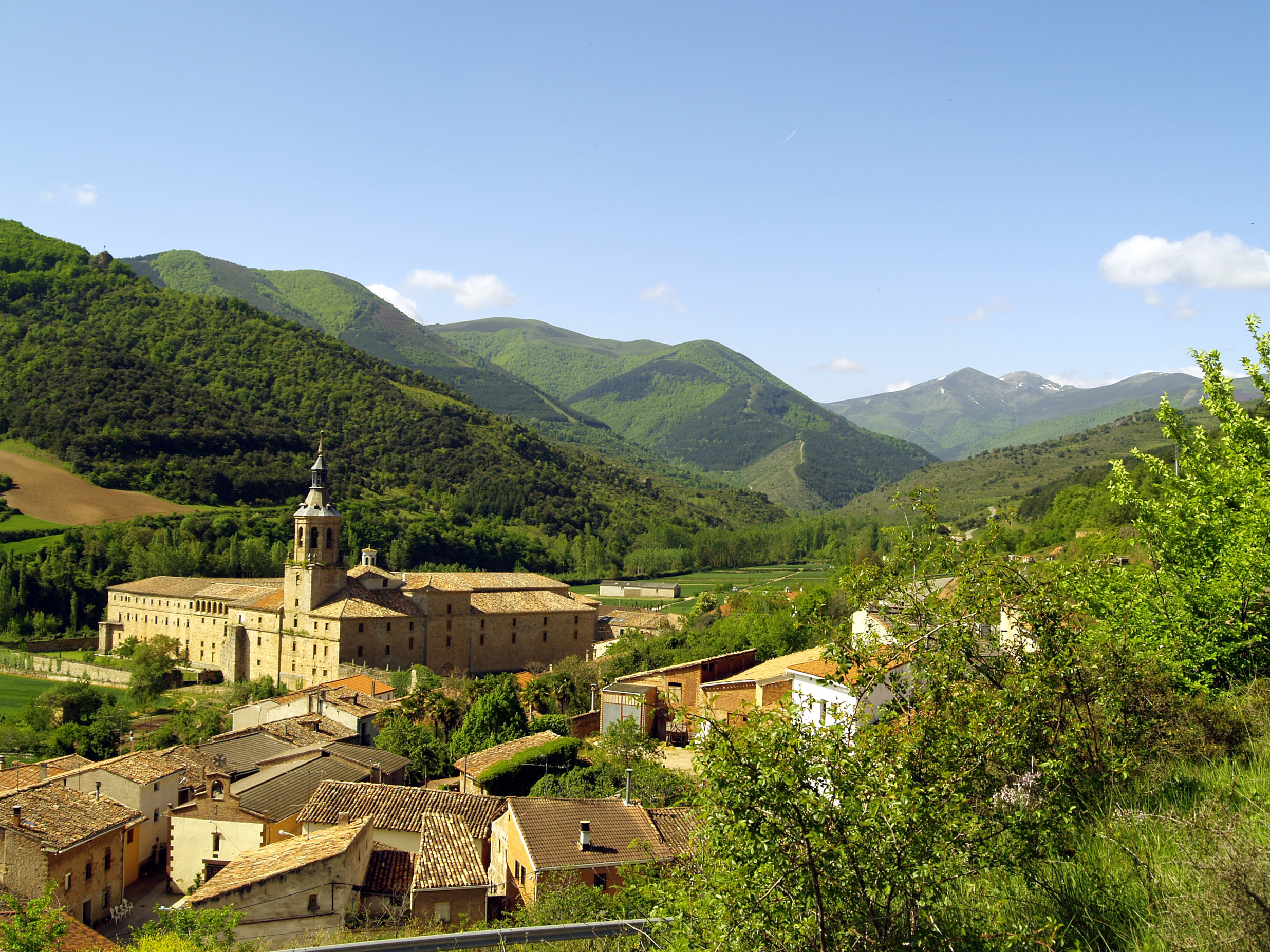
Monasterios de San Millán de Yuso.

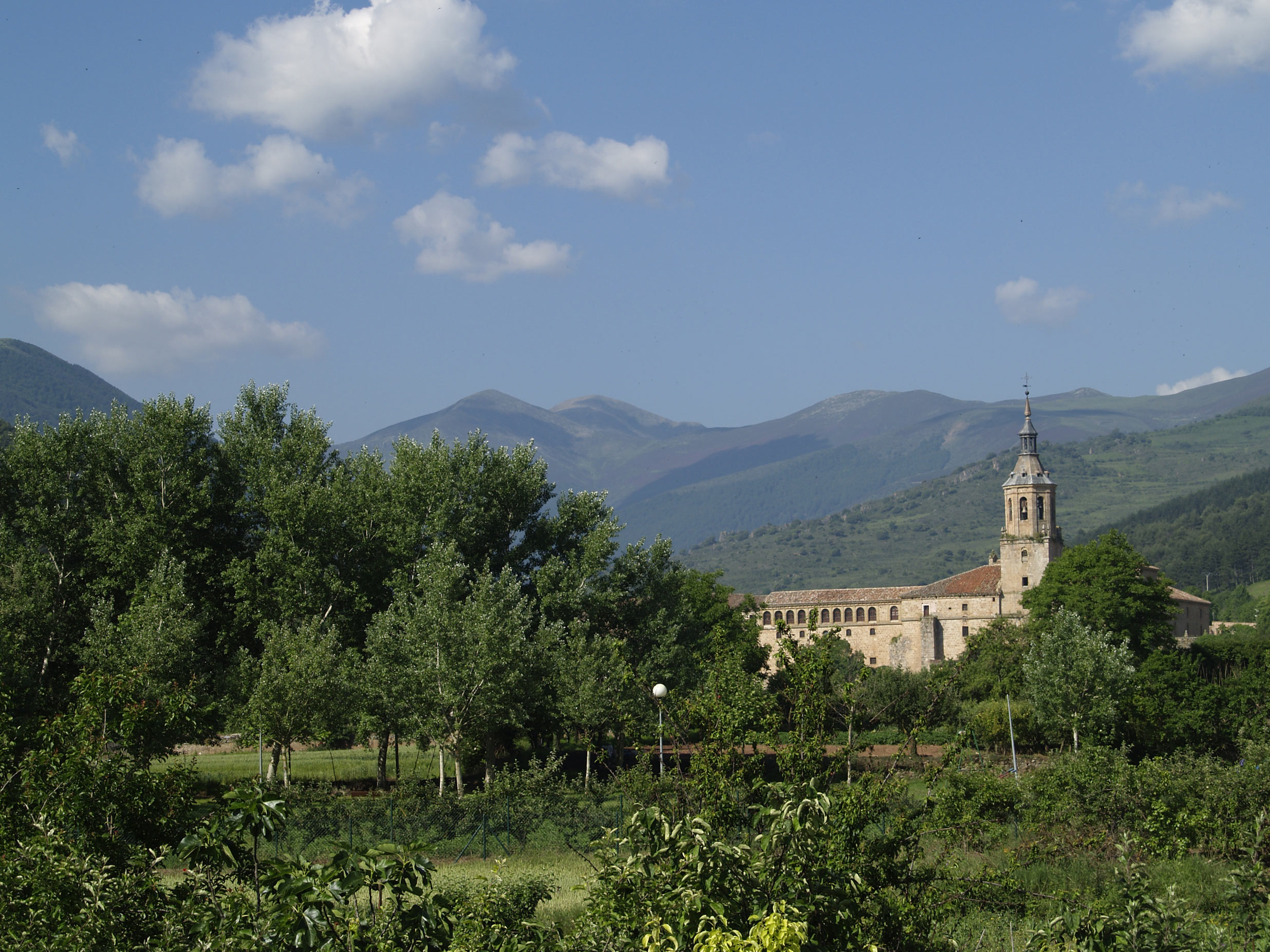
Valle de San Millán.

Tras la expulsión de los musulmanes con la toma de Calahorra, el Monasterio de San Millán cuenta con la protección de los reyes de Pamplona. En el 959 es consagrada la iglesia de Suso y se cuenta con la seguridad suficiente para reemprender la tarea del scriptorium o escritorio (el escritorio de San Millán), iniciado muy pronto por los monjes de esa orden. Obras de esta primera época son la Vida de San Millán, el himno O magne rerum, obras de San Braulio, y la misa y oficios, obras de San Eugenio, documentos copiados, según explica el investigador Joaquín Peña, con esmero a lo largo de los siglos en diversos códices.
El número de códices ilustrados y sobre todo la calidad de las miniaturas de alguno de ellos, como los Beatos, el Conciliar o la Exposición de los Psalmos, revelan la presencia en San Millán de un escritorio importante tanto para la cultura como para el arte de la miniatura altomedieval. El scriptorium de San Millán se distingue pronto por su actividad y curiosidad, recogiendo influencias y corrientes librarias con que enriquecer la librería monacal.

## Códices

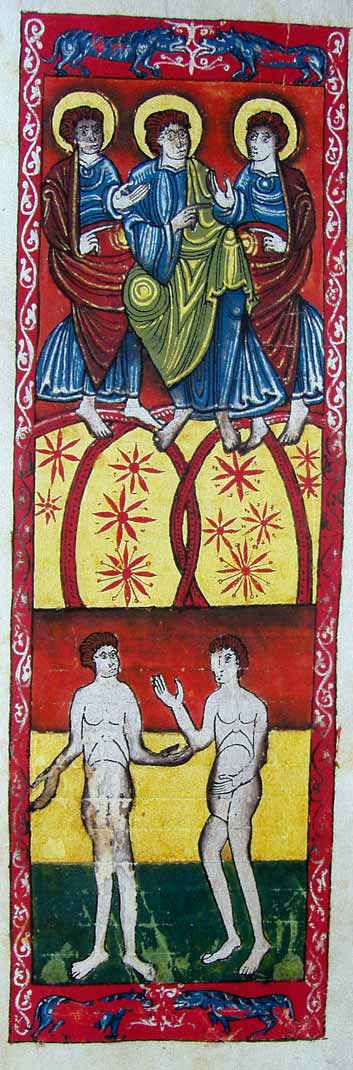
Ilustración de uno de los Beatos copiados en San Millán.

La importancia de este escritorio es capital. Hoy en día existen unos treinta manuscritos del siglo X, aunque la mayor parte de ellos se conservan en la Real Academia de la Historia de Madrid. Es verdad que es difícil averiguar cuáles salieron de su escritorio y cuáles fueron comprados o adquiridos para la biblioteca.
Entre los códices de San Millán están:
- Cartulario Galicano. El documento más antiguo es el de la fundación de San Miguel de Pedroso, del año 759.[1][2]
- Bulario
- Códice 60, en cuyas anotaciones o Glosas, del siglo XI, aparece el primer texto en castellano y las primeras glosas en vascuence, por lo que el Monasterio ha recibido el título de Cuna de la Lengua.
- Códice 46, Glosario fechado el 13 de junio de 964. Se trata de un diccionario enciclopédico de 20.000 artículos como los diccionarios actuales.
- Códices 14 y 31 de la Biblioteca de la Academia de la Historia.
- Las Colaciones de Casiano, concluidas en el año 917 (B.A.H. cód. 24)
- Las Etimologías de Isidoro, copiadas en el escritorio en el año 946.
- Biblia de San Millán (B.A.H. cód. 20)
- Códice de los Concilios, del año 992
- Códice Misceláneo del Archivo Histórico Nacional (1007 B), terminado en 933
- Liber Scintillarum (R.A.H. cód.26)
- Homilías de San Ezequiel (B.A.H. cód. 38)
- Vida de los Santos (B.A.H. cód.13)
- Vocabulario latino (B.A.H. cód. 46) hacia 964
- Exposición de los Psalmos (B.A.H. cód. 8)
- La Ciudad de Dios de San Agustín (B.A.H. cód. 29)
- Diurnal (B.A.H. cód. 30)
- Psalterio (B.A.H. cód.64 ter)
- Liber Ordinum (B.A.H. cód. 56)
- Homilías (B.A.H. cód. 39)

Códices relacionados con el escritorio, aunque no han sido copiados en San Millán:
- Fuero Juzgo (B.A.H. cód. 34), escrito si no en San Millán, sí por lo menos en el ambiente de su escritorio.
- Regula Sancti Benedicti Subtractus, del año 976 (B.A.H. cód. 62), segunda mitad del siglo X
- Códice de Roda (B.A.H. cód. 78) de finales de siglo X.

### Códice 60
Este códice salió de la biblioteca del monasterio de San Millán de Yuso a Burgos por decisión del Gobernador a principios de 1821 y posiblemente permaneció en Burgos hasta 1871. Hoy se conserva en la Real Academia Española de la Historia en Madrid. Con él salieron también otros setenta y dos valiosísimos ejemplares (códices góticos, galicanos e impresos incunables).
Originario del Reino de Pamplona contiene cosidos distintos cuadernillos: unas Vidas de Santos, una Pasión y una Misa de los santos Cosme y Damián, un libro de la Sentencias y sermones de San Agustín. La importancia de este códice viene dada porque contiene las Glosas Emilianenses, las primeras palabras escritas en castellano y vascuence.

### Códice 46
Códice compuesto por buena letra visigoda redonda y un mal latín, se termina de escribir en el monasterio de San Millán de Suso el 13 de junio de 964. En palabras de los hermanos Claudio y Javier García Turza, se trata de un diccionario enciclopédico de 20.000 artículos como los diccionarios actuales: de la A a la Z, en los que se recoge todo el saber de la época.
Los glosarios de la época medieval son mayoritariamente originarios de San Millán, ya que además del códice 46, también lo son el 24 y el 31.
Códice 46. Aspectos Codicológicos

### Códice de los Concilios
- Biblioteca del Monasterio de El Escorial. (sig. D.I.I) Año 992.

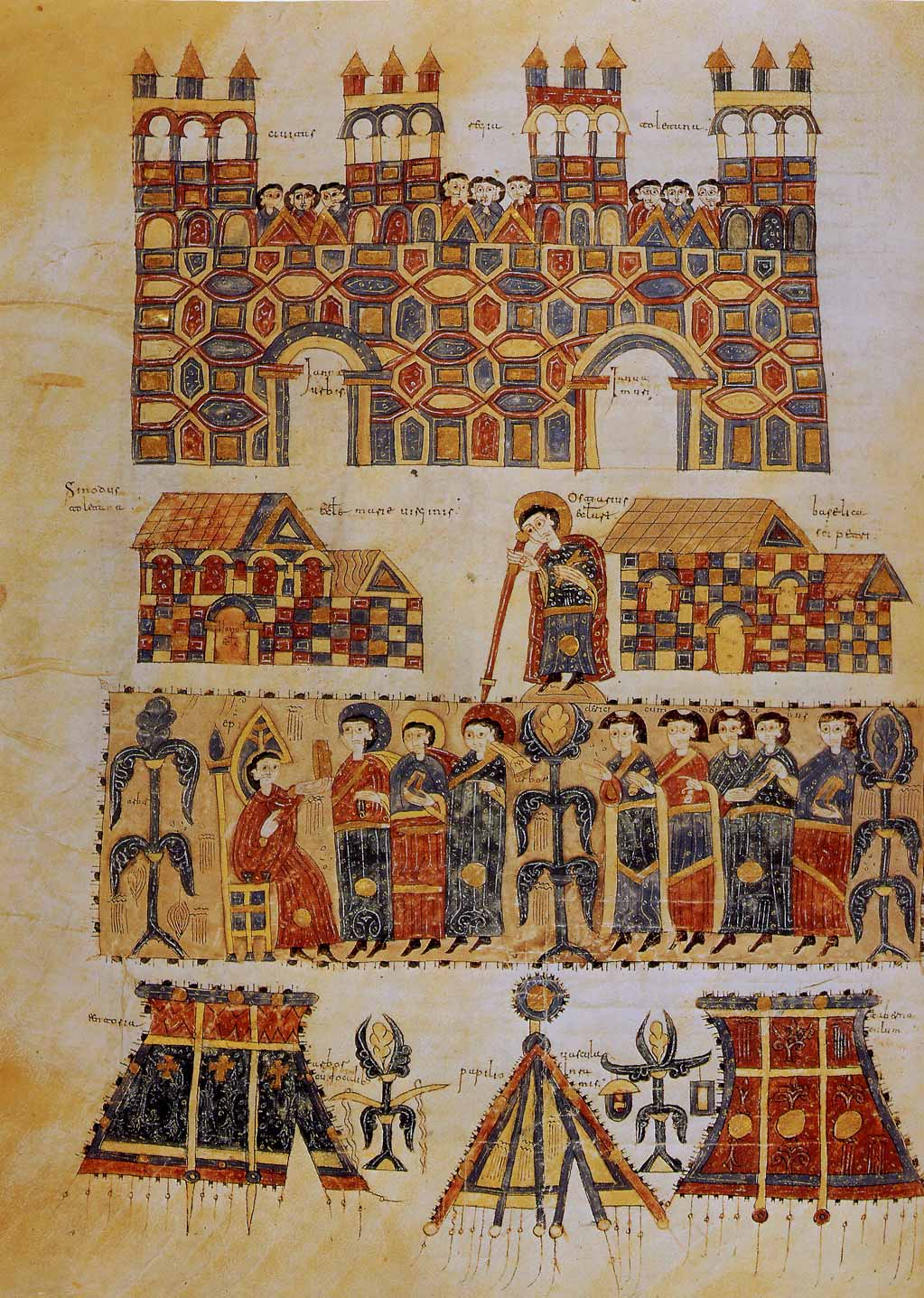
Folio 129 v del Códice de los Concilios. Representación idealizada de los Concilios de Toledo.

El Códice emilianense de los Concilios está considerado como la obra culmen del escritorio. El códice es en gran parte una reproducción del códice Albeldense o Vigilano de 976. Es obra del obispo Sisebuto, que dirigía el escritorio, del escriba y presbítero Velasco y del notario Sisebuto. Se inicia en el año 976 y se termina, como señala el mismo códice, en 992. Contiene la colección completa de los concilios españoles y los cánones de todos los concilios generales. Incluye también, entre otras cosas, el Fuero Juzgo. Redacta, además, una pequeña historia del Reino de Pamplona desde el año 905 hasta 976 en la que alaba al ya fallecido rey navarro Sancho Garcés. Hoy se encuentra en la Biblioteca del Monasterio de El Escorial.

### Psalterio y Libro de Cánticos
- (A.H.N. 1006 B). Libro litúrgico. Mediados del siglo XI.

Es uno de los primeros testimonios de la actividad artística del escritorio de San Millán. Este manuscrito une dos códices, el Psalterio y el Libro de Cánticos, y la obra Liber ex floribus psalmorum de Prudencio Galindo. Ambos cumplían una importante función en el oficio de la antigua liturgia hispana. Están ilustrados con numerosas miniaturas al estilo hispano.

### Liber Commicus
- (B.A.H. cód. 22). Libro de la liturgia hispánica (mozárabe). Es el libro de las lectio para el oficio divino y la Misa. Es el propio del lector. Año 1073.

Fue escrito por el abad Pedro, tal como lo indica en el folio 193: "Explicitus est hic liber comitis a domni Petri abbatis sub era ICXIa". El manuscrito fue elaborado en el momento de enfrentamiento entre la liturgia hispano visigoda tradicional y el nuevo rito Romano impuesto. Este libro es una defensa del viejo rito hispano y de su cultura, del que dan testimonio su estilo. Su iconografía es extraordinariamente rica, bellamente ornamentada con miniaturas y abundantes iniciales al frente de cada una de las lecturas. Su colorido es variado, predominando los tonos verde oscuro y claro, amarillo, azul, morado, rojo y marrón.

### Vitae Santorum
- (B.A.H. cód. 47), finales del siglo XI.

Contiene la vida de varios santos, la de san Martín de Sulpicio Severo, la de San Millán de Braulio de Zaragoza, la obra de Ildefonso de Toledo, precedida por la biografía de éste, además de algunos cánones conciliares, unas lecciones de Nativitae Domini y la biografía de Ildefonso por Cixila.

### Biblia de San Millán
- (B.A.H. cód. 2,3), principios del siglo XIII.

Es notoriamente más rica que la de los ejemplares altomedievales.

### Liber Ordinum
- Liber Ordinum, siglo X, Real Academia de la Historia de Madrid, (B.A.H. cód. 56).

Según una anotación al margen del folio 123, lo copió Dominicus. Contiene los ritos y ceremonias de las celebraciones de Semana Santa. La decoración se limita básicamente a las iniciales. Entrelazados con aves, peces, serpientes y leones. Sólo se representa una figura humana.

### Códice Misceláneo
- Códice Misceláneo, año 933, Archivo Histórico Nacional, Madrid (Sig. Sección de Códices, n.º 1007B).

Contiene obras de autores cristianos del siglo IV-V al X y es una muestra de las influencias culturales y cristianas europeas que llegaban a La Rioja en el siglo X: las obras de San Jerónimo Contra Iovinianum y el comentario a los salmos Flores Psalmorum, del obispo de Troyes Galindo. Además, las Instrucciones de San Eucherio, monje benedictino de Lerins (Francia), el Prefacio y la Vía Regia de Smaragdo, abad de Saint Mihiel en Tréveris, dirigida a Carlomagno. También contiene los Prognosticum futuri seculi de San Julián, obispo de Toledo; una carta de Alcuino, consejero de Carlomagno, a Beato de Liébana, destinada a combatir la herejía adopcionista, defendida por Elipando, arzobispo de Toledo.

### Códice de Roda
- (B.A.H. cód. 78), finales del siglo X.

Manuscrito realizado posiblemente en la corte de Nájera, patrocinado por Sancho Garcés II Abarca (970-994). Su parecido con varias obras del escritorio de San Millán hace pensar que algún copista del monasterio emilianense estuviera al servicio de los reyes. También la decoración de las miniaturas, muy parecidas a obras de San Millán, sobre todo con la Exposición de los Psalmos de Casiodoro (B.A.H. cód.8), hace pensar en la presencia de iluminadores de San Millán en la corte de Nájera.
El Códice de Roda debió de conservarse en Nájera hasta el siglo XII, que fue a parar a Roda de Isábena. Actualmente se conserva en la Real Academia de la Historia.

## Beatos de San Millán

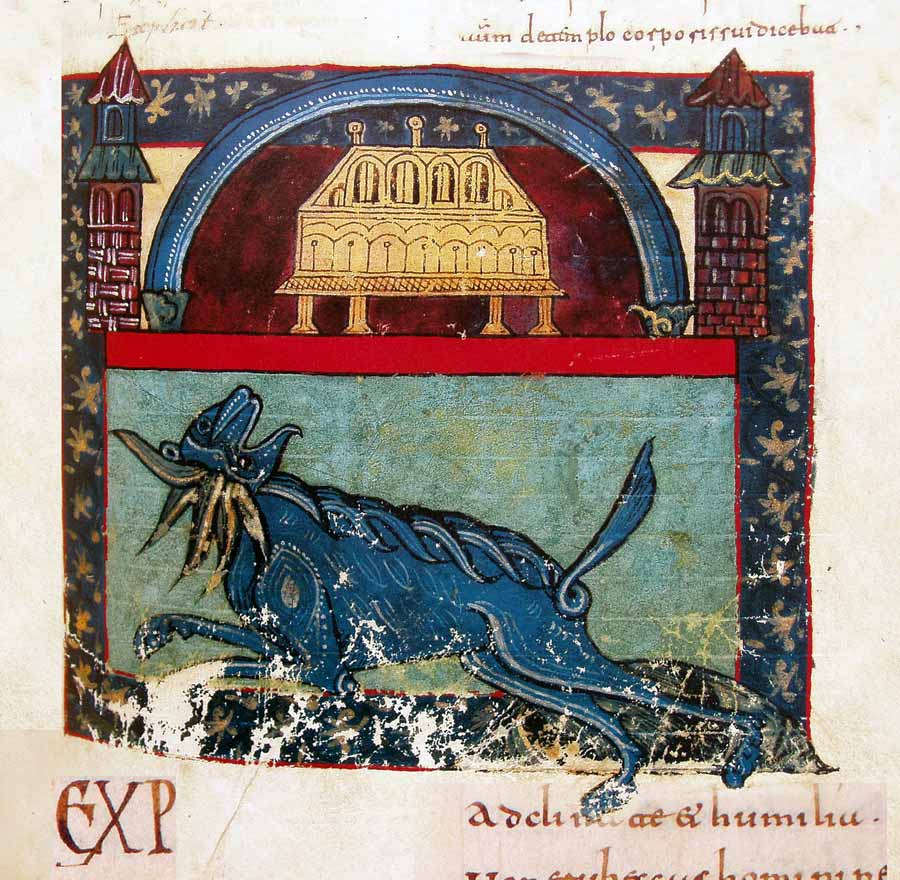
Ilustración de uno de los Beatos copiados en San Millán.

Son los manuscritos que copian el tratado del Comentario al Apocalipsis de San Juan redactado por Beato, un monje asturiano del monasterio de Liébana, basado en los textos de dos padres africanos: Primario y Ticonio, y otros de Apringio de Beja (siglos V y VI). Este comentario se debió terminar hacia 786. Las explicaciones sobre las revelaciones de San Juan calmaban las inquietudes de los cristianos preocupados por la cercanía del final de los tiempos, personificados en España por la invasión islámica y el fin del reino cristiano visigodo.
A todas las copias del códice original Comentario al Apocalipsis de San Juan se les llama beatos. Son los manuscritos medievales más valorados y estudiados. Lo más importante no es el texto en sí, sino las miniaturas que lo acompañan. Los beatos conservados son 27. Sólo 24 contienen miniaturas. Prueba de la importancia del escritorio de San Millán es el número de Beatos que salieron de él:

### Beato de El Escorial
Beato de El Escorial (& II.5) se encuentra en la Biblioteca del Monasterio de El Escorial. Es del año 992. Conserva 52 ilustraciones.

### Beato de la Academia de la Historia
(B.A.H. cód. 33), de finales del s. X. Entró en la Academia de la Historia en 1851, procedente del Monasterio de San Millán de Yuso.
Tiene el gran interés de que intervinieron dos artistas de cronología y concepción artística diferente, ya que comenzó a escribirse e ilustrarse en la primera mitad del siglo XI y se terminó en la segunda mitad de esa centuria. El saqueo que Almanzor hizo del monasterio obligó a esperar a que se recuperara la capacidad económica para poder terminar esta obra.
El primer artista sigue apegado a la tradición mozárabe de los beatos del siglo X, mientras que el segundo crea sus miniaturas en estilo románico. En total tiene 49 ilustraciones.

### Beato de la Biblioteca Nacional
Segundo tercio del s. X. Madrid. Biblioteca Nacional. Ms. Vit. 14.1. Conserva tan solo 27 miniaturas con fuerte influencia musulmana.

### Folio del Beato de Cirueña

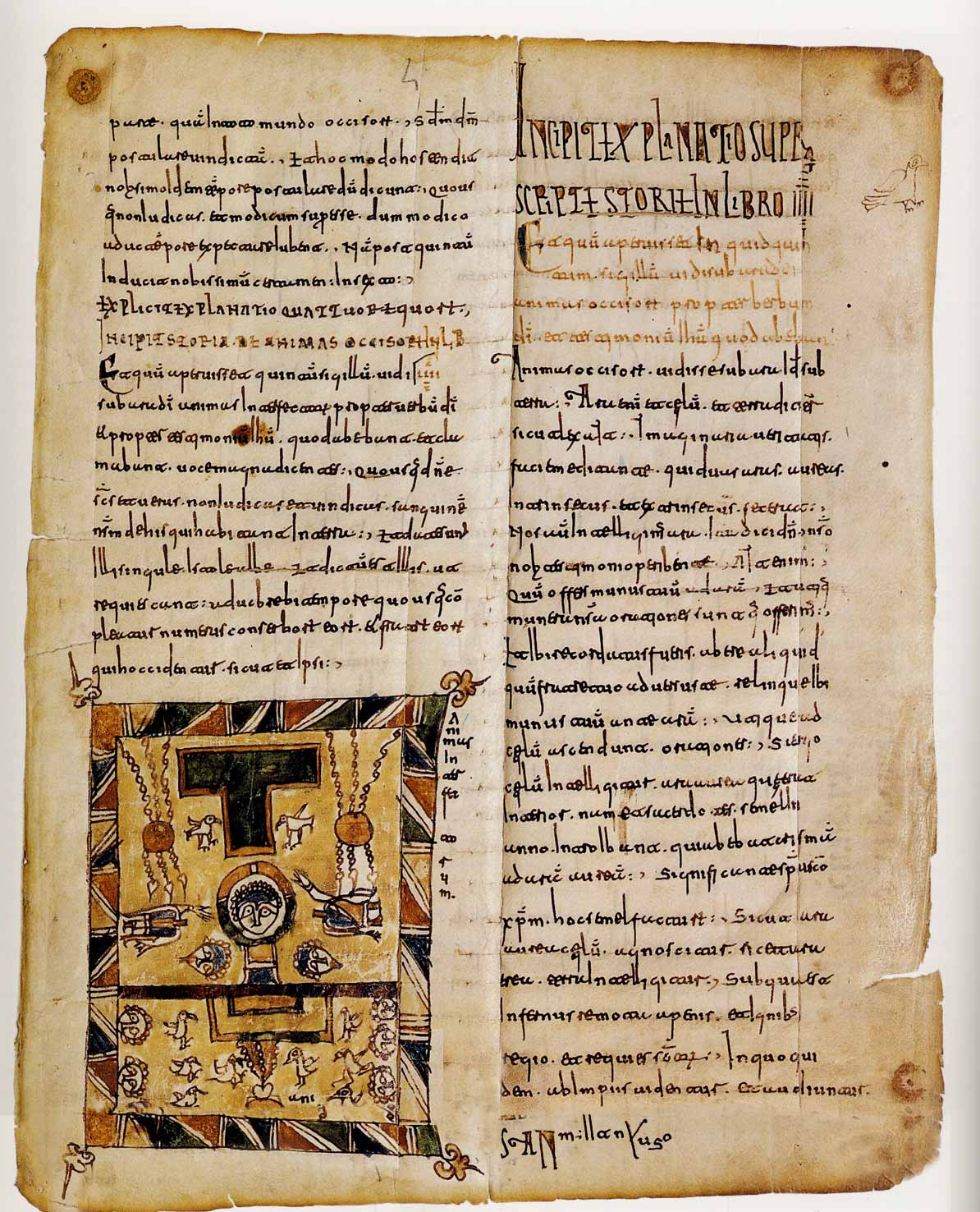
Folio del Beato de Cirueña.

Realizado en el siglo X en el escritorio de San Millán. Procede de Nájera. Hoy está en la Abadía de Santo Domingo de Silos (AMS, Fragm. Visig. 4). Es la primera ilustración conocida de un beato. El texto que lo acompaña corresponde al pasaje del Apocalipsis 6, 9-11.

## Archivo y Biblioteca de Yuso
Heredera del antiguo escritorio, es el conjunto de archivo y biblioteca que podemos contemplar en el monasterio de San Millán de Yuso. Es una de las mejores bibliotecas monásticas de España, ya que se conserva más del 80 % de los libros originales.